# Yesterdays (Guns N' Roses)
Yesterdays  è un singolo del gruppo musicale statunitense Guns N' Roses, pubblicato il 26 ottobre 1992 come terzo estratto dal quarto album in studio Use Your Illusion II.

## Descrizione
La canzone è molto melodica, ed ha inizio con il piano di Dizzy Reed. Fu scritta dal cantante Axl Rose, insieme a West Arkeen,Del James e Billy McCloud. Il testo parla delle tematiche dell'invecchiamento e di come con il passare del tempo, il mondo diventi sempre più privo di sorprese. In questa canzone inoltre, il testo tende a sottolineare come nascondersi nel passato, non aiuti a proseguire nella vita del presente.

## Video musicale
Il videoclip è in bianco e nero e mostra scene del gruppo eseguire il brano all'interno di un magazzino con altre in cui mostrano scene di vita quotidiana.

## Formazione
- Axl Rose – voce, pianoforte
- Slash – chitarra solista
- Izzy Stradlin – chitarra ritmica, cori
- Duff McKagan – basso, cori
- Dizzy Reed – tastiera, cori
- Matt Sorum – batteria

## Classifiche
| Classifica (1992)             | Posizione massima |
| ----------------------------- | ----------------- |
| Australia                     | 14                |
| Austria                       | 18                |
| Belgio (Fiandre)              | 27                |
| Canada                        | 53                |
| Germania                      | 23                |
| Irlanda                       | 5                 |
| Norvegia                      | 5                 |
| Nuova Zelanda                 | 7                 |
| Paesi Bassi                   | 7                 |
| Regno Unito                   | 8                 |
| Stati Uniti                   | 72                |
| Stati Uniti (mainstream rock) | 13                |
| Svezia                        | 16                |
| Svizzera                      | 19                |